# Langerhansova buňka

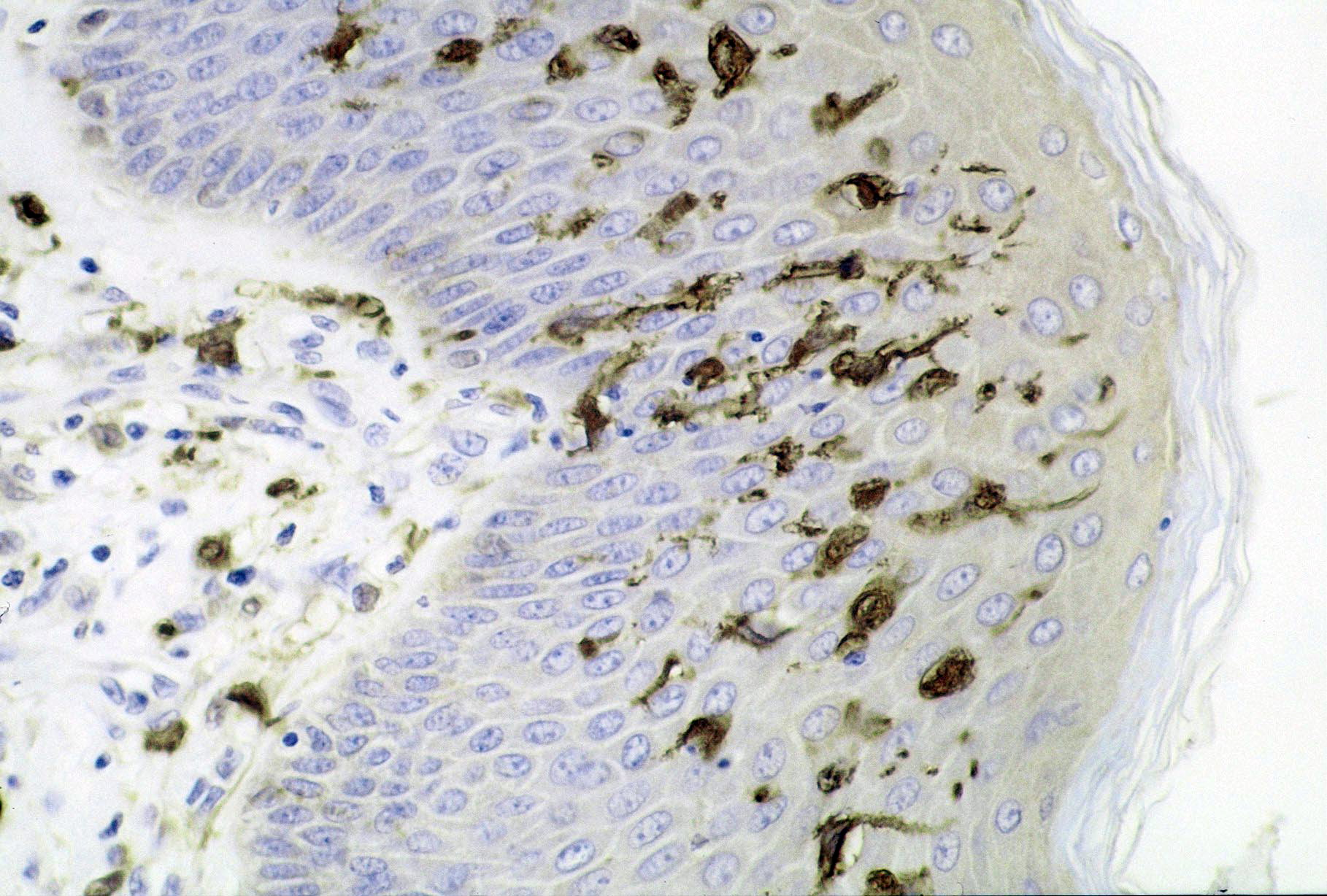
Obarvené Langerhansovy buňky v pokožce

Langerhansova buňka je dendritická buňka hvězdicovitého tvaru nacházející se v pokožce. Zejména se objevuje ve vrstvě stratum spinosum a celkem tvoří asi 2–8 % buněk lidské pokožky. Patří mezi antigen prezentující buňky a jako takové jsou složkou imunitního systému – vystavují antigeny T-lymfocytům. Pomáhají tím bránit tělo před patogeny vstupujícími do těla přes pokožku. Langerhansovy buňky se vyvíjí v kostní dřeni, načež se do pokožky dostanou krevním oběhem.
Jsou pojmenovány po Paulu Langerhansovi (1847–1888), který je objevil jako student medicíny ve věku 21 let.

## Ve fosilním záznamu
Fosilní kosti (konkrétně ocasní obratle) některých kachnozobých dinosaurů vykazují projevy tzv. histicytózy Langerhansových buněk, což je nemoc, postihující v současnosti i člověka.